# Истеривач ђавола: Почетак
Истеривач ђавола: Почетак (енгл. Exorcist: The Beginning) амерички је хорор филм из 2004. режисера Ренија Харлина са Стеланом Скарсгордом, Изабелом Скорупко, Џејмсом Дарсијем и Аланом Фордом у главним улогама. Представља први преднаставак филма Истеривач ђавола.
Централни лик овог и наредног филма је отац Ланкестер Мерин, кога је у прва два филма тумачио Макс фон Сидоу. Радња прати његов први сусрет са демоном Пазузуом у Африци. Нико од глумаца из прва 3 филма се не појављује у овом зато што је радња смештена много пре првог дела. У стварању филма учествовао је и познати италијански сниматељ и директор фотографије, Виторио Стораро.
Упркос томе што је имао убедљиво највећу буџет у серијалу, филм је добио веома негативне критике и реакцију публике. Годину дана касније, објављена је друга верзија филма на исту причу, под насловом Власт: Претходник Егзорцисте, која је добила нешто боље критике.

## Радња
Годинама пре него што је спасао Реган Мекнил, отац Ланкестер Мерин је имао први сусрет са демоном Пазузуом у Африци.
Након што је посведочио садистичком убијању недужних људи од стране команданата Трећег рајха, за време Другог светског рата, отац Мерин је изгубио своју веру и отишао као археолог да се бави ископавањима у Каиру. Године 1949. пронађена је хришћанска црква из византијеске ере. Међутим, унутрашњост цркве је оскрнављена, крстови су преврнути наопачке, а недалеко је пронађена и статуа Пазузуа.
Прича се завршава првим сукобом Мерина и Пазузуа. У току егзорцизма он успева да истера демона из девојке по имену Сара, али непосредно након што демон напусти њено тело, она јако удара главом и она умире.
На крају филма, Мерин се појављује у свештеничкој одећи, чиме открива да је повратио своју веру у Бога.

## Улоге
| Глумац           | Улога                |
| ---------------- | -------------------- |
| Стелан Скарсгорд | отац Ланкестер Мерин |
| Изабела Скорупко | Сара                 |
| Џејмс Дарси      | отац Франсис         |
| Ралф Браун       | заставник            |
| Бред Дуриф       | мајор Гранвил        |
| Алан Форд        | Џефриз               |
| Ендру Френч      | Чума                 |
| Бен Крос         | Сомелијер            |
| Реми Свини       | Џозеф                |
| Дејвид Бредли    | отац Ђонети          |
| Антони Камерлинг | поручник Кезел       |
| Еди Ози          | Емекви               |
| Израел Адурамо   | Јомо                 |
| Патрик Ошкан     | Бесион               |
| Џејмс Белами     | Џејмс                |
| Руперт Дегас     | демон Пазузу         |